# Aegires
Famille
Genre
Aegires, unique représentant de la famille des Aegiridae, est un genre de mollusques de l'ordre des nudibranches.

## Biologie
Ces limaces se nourrissent exclusivement d'éponges calcaires, pour lesquelles elles disposent d'une radula spécialisée. 

## Liste des genres
Selon World Register of Marine Species :
- Aegires absalaoi Garcia, Troncoso & Dominguez, 2002
- Aegires albopunctatus MacFarland, 1905
- Aegires albus Thiele, 1912
- Aegires citrinus (Bergh, 1875)
- Aegires exeches Fahey & Gosliner, 2004
- Aegires flores Fahey & Gosliner, 2004
- Aegires gardineri (Eliot, 1906)
- Aegires gomezi Ortea, Luque & Templado, 1990
- Aegires hapsis Fahey & Gosliner, 2004
- Aegires incisus (Sars G. O., 1872)
- Aegires incusus Fahey & Gosliner, 2004
- Aegires lemoncello Fahey & Gosliner, 2004
- Aegires leuckartii Vérany, 1853
- Aegires malinus Fahey & Gosliner, 2004
- Aegires minor (Eliot, 1904)
- Aegires ninguis Fahey & Gosliner, 2004
- Aegires ochum Ortea, Espinosa & Caballer, 2013
- Aegires ortizi Templado, Luque & Ortea, 1987
- Aegires palensis Ortea, Luque & Templado, 1990
- Aegires petalis Fahey & Gosliner, 2004
- Aegires pruvotfolae Fahey & Gosliner, 2004
- Aegires punctilucens (d'Orbigny, 1837)
- Aegires serenae (Gosliner & Behrens, 1997)
- Aegires sublaevis Odhner, 1932
- Aegires villosus Farran, 1905

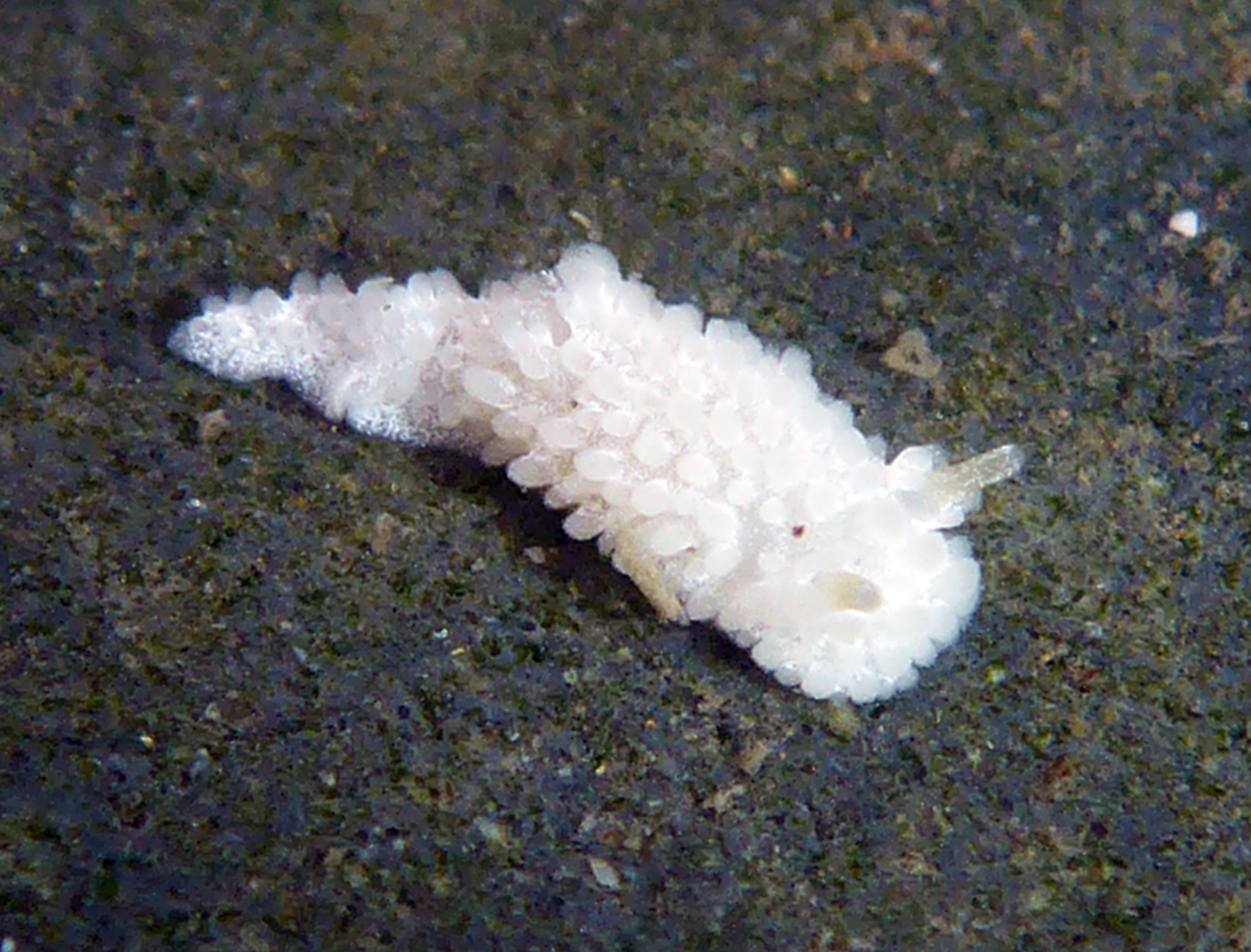
Aegires albopunctatus
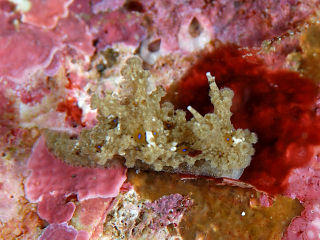
Aegires exeches
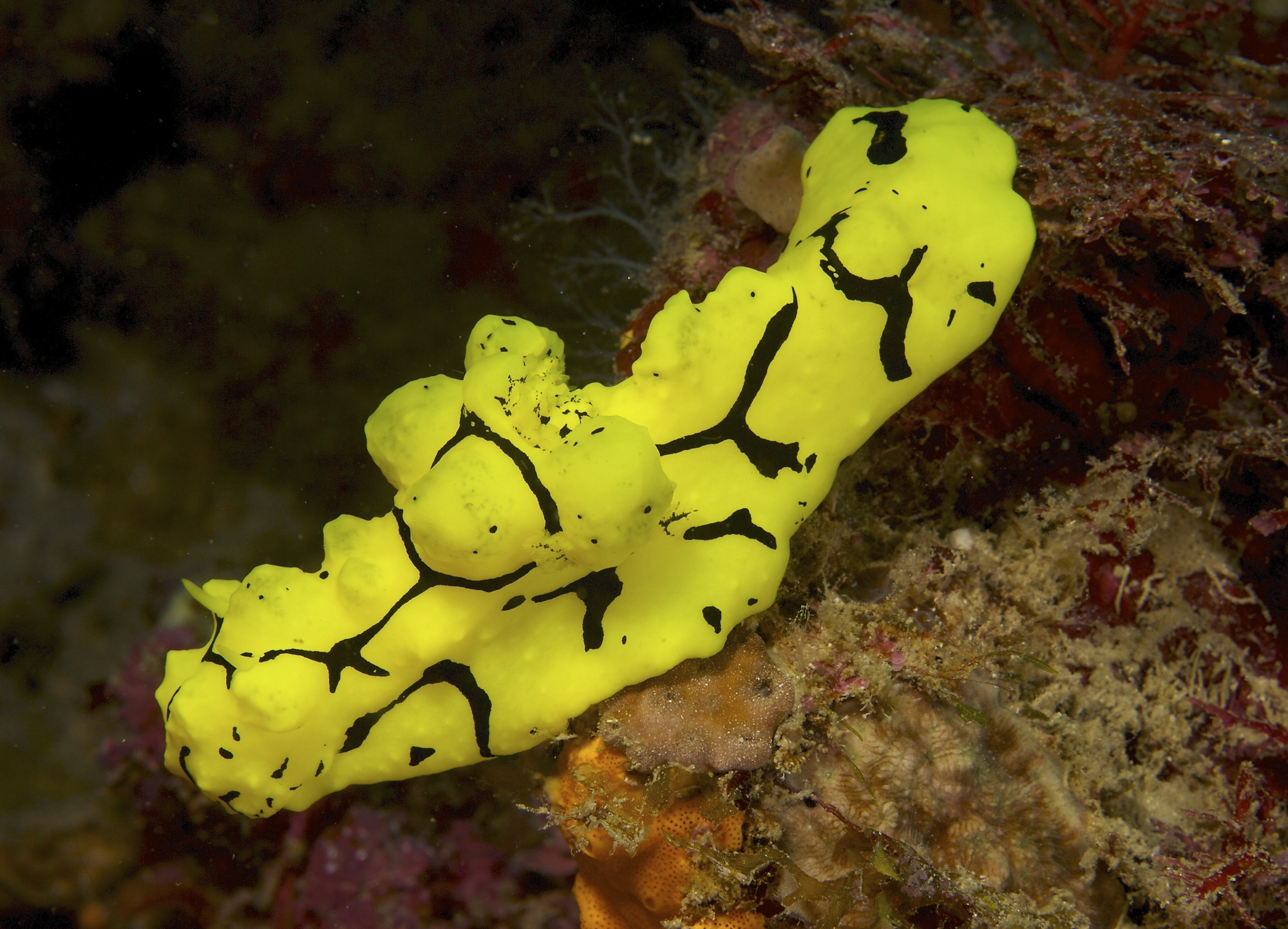
Aegires gardineri
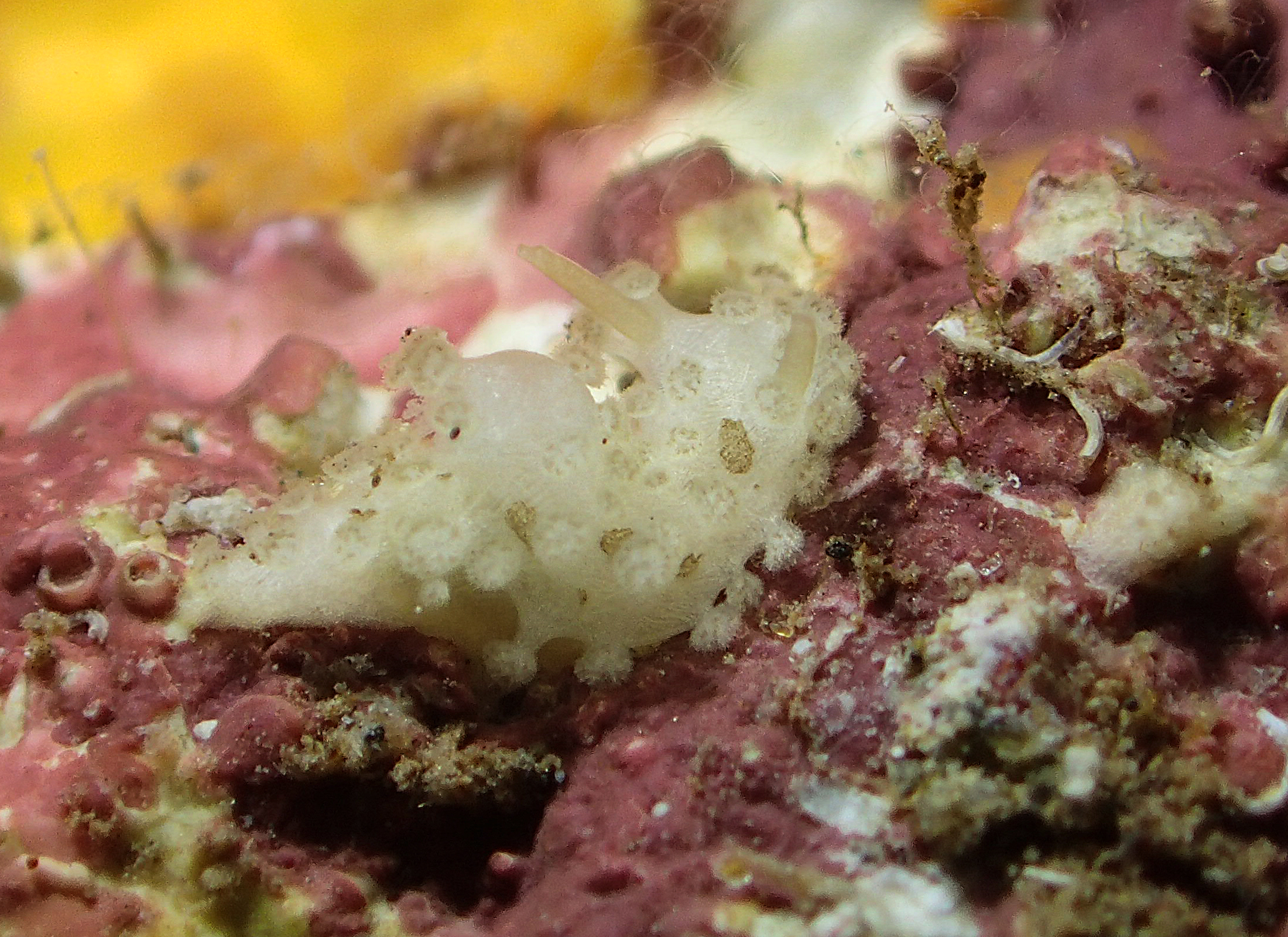
Aegires incusus
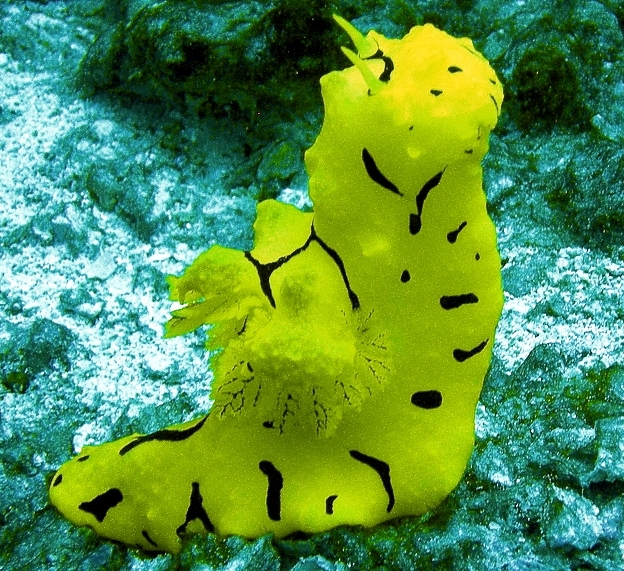
Aegires minor
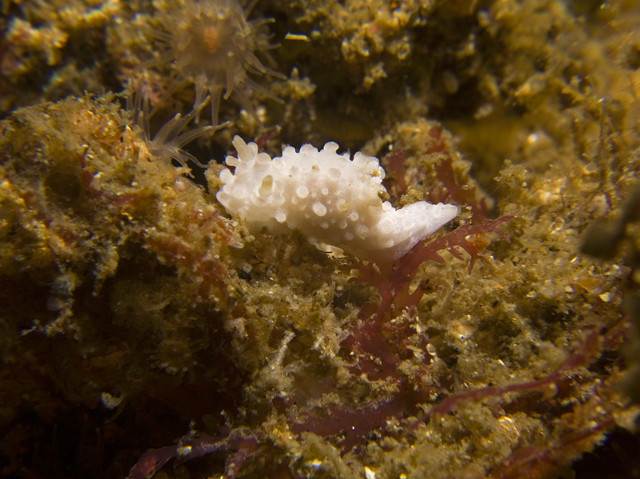
Aegires ninguis
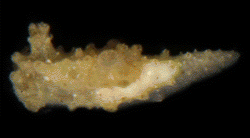
Aegires ortizi
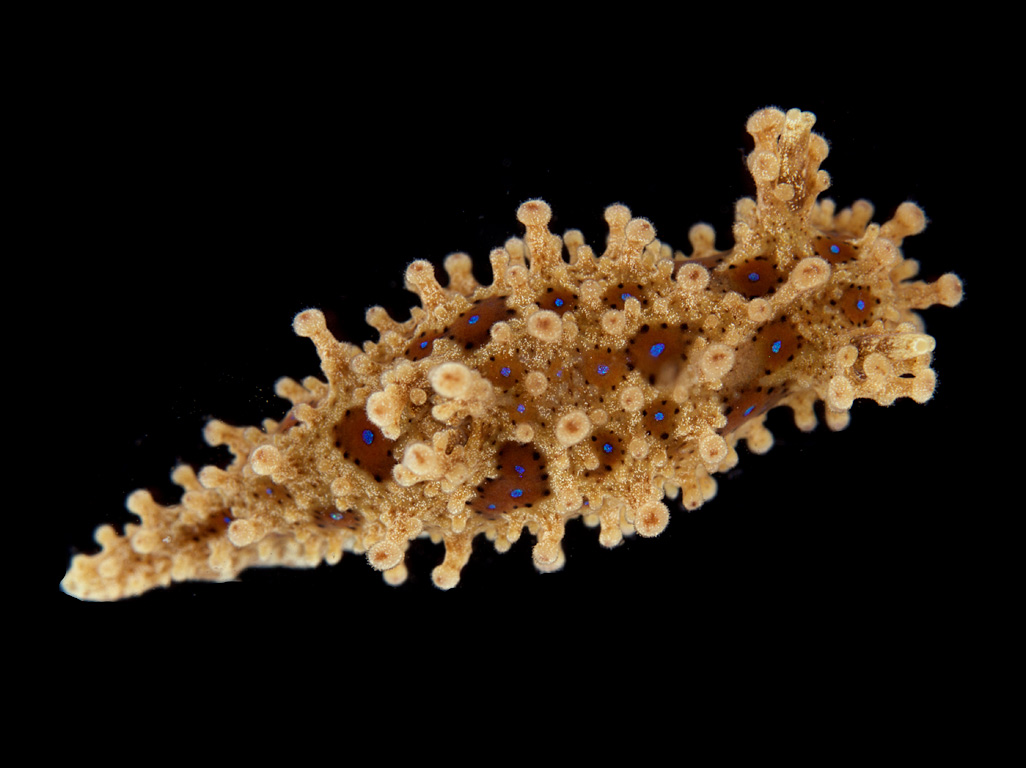
Aegires punctilucens
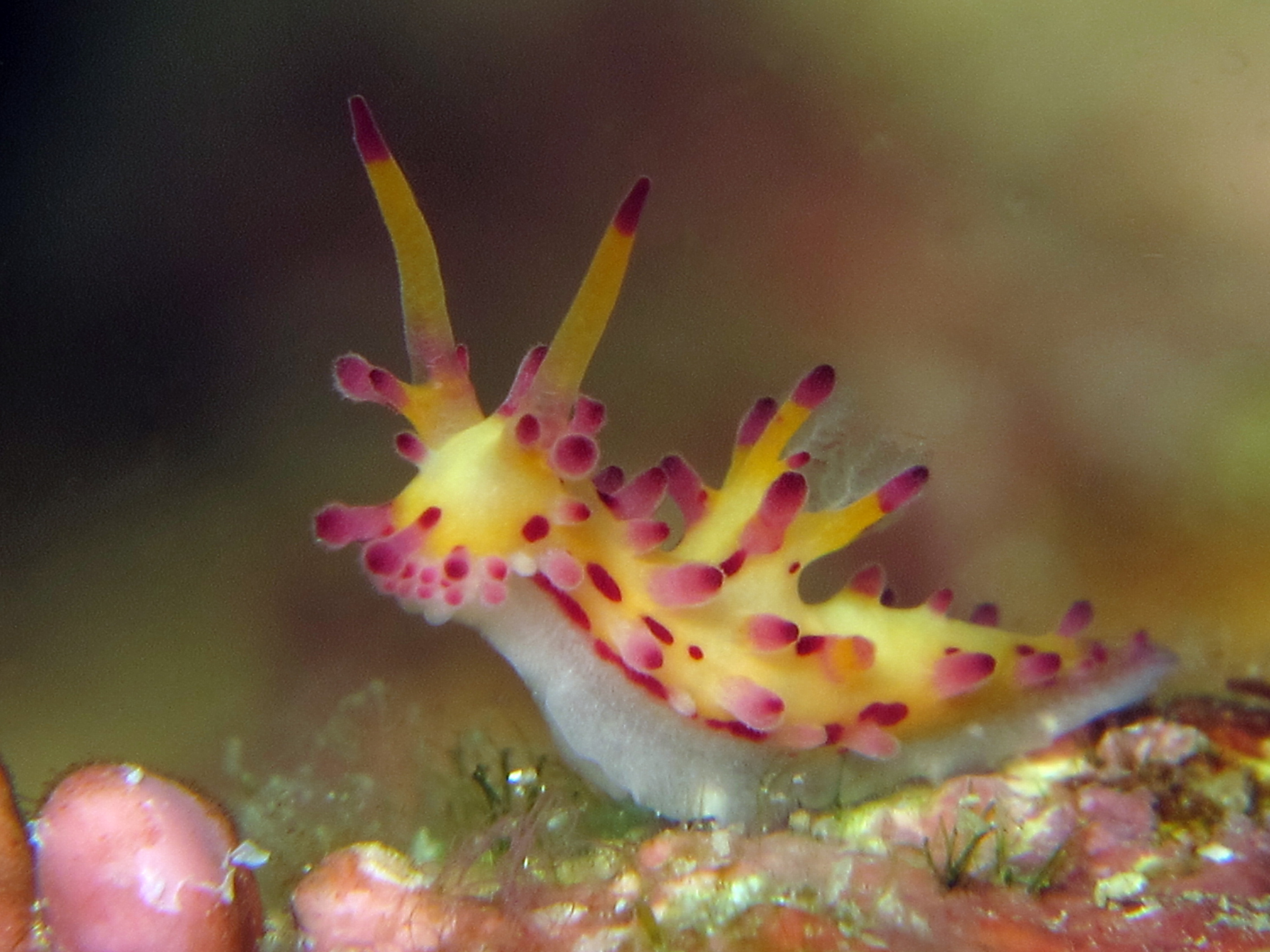
Aegires villosus